# Jan Bernard Mile
Jan Bernard Mile (ur. 7 lipca 1789 w Warszawie, zm. 14 czerwca 1839 tamże) – polski lekarz i wynalazca, profesor, członek Komisji Najwyższej Egzaminacyjnej w Królestwie w 1829 roku.

## Życiorys
Jan był synem tkacza złotogłowia, Józefa, i piekarzówny Barbary z Tyców, należących do dwujęzycznej, katolickiej  mniejszości niemieckiej w stolicy. W wieku lat 7 stracił ojca, ale matka nie szczędziła środków na jego wykształcenie - posłała go do szkół prywatnych i w 1804 do Liceum Warszawskiego, nie jest jednak wiadomo, czy je ukończył. Postanowił zostać zegarmistrzem i poszedł na naukę do jednego z warsztatów warszawskich, ale jednocześnie uczęszczał na lekcje anatomii i fizjologii na nowo otwartej Szkole Lekarskiej. W 1810 zapisał się do Szkoły Lekarskiej na studia medycyny i chirurgii. Studia ukończył w 1814, uzyskując doktorat medycyny i chirurgii i magisterium akuszerii.
W latach 1814–1817 Jan Mile przewędrował, częściowo pieszo, większość krajów europejskich, zapoznając się np. w Anglii z najnowszymi metodami technicznymi, a w Niemczech z leczeniem wodami mineralnymi. Po powrocie do Warszawy i ślubie z Barbarą Michniewską, córką zamożnego kupca warszawskiego, otworzył prywatną praktykę lekarską, ale wkrótce (1818) powołano go na stanowisko profesora tymczasowego (adiunkta) fizjologii na Królewsko-Aleksandrowskim Uniwersytecie Warszawskim. W roku 1820 został mianowany profesorem zwyczajnym z pensją 6000 złp. Przez parę lat był także dziekanem Wydziału Lekarskiego UW i przełożonym Szkoły Akuszerek.
Mile zasłynął nie tylko jako wyśmienity lekarz i pedagog, lecz także jako wynalazca: wynalazł lub polepszył wiele przyrządów chirurgicznych i szpitalnych, jak np. narzędzie do resekcji raka szyjki macicy czy kleszcze do operacji zajęczej wargi oraz nowy typ łóżka szpitalnego zapobiegający odleżynom. Innym z jego wynalazków była nowego typu machina pneumatyczna, o dużo większej szczelności niż dotychczasowe tego typu przyrządy.
Po zamknięciu UW po powstaniu listopadowym Jan Mile został m.in. członkiem Rady Lekarskiej Królestwa Polskiego, która miała prawo nadawania i nostryfikacji doktoratów. Był także aktywnym wolnomularzem w loży Halle der Beständigkeit.
Zmarł bezdzietnie i został pochowany na warszawskich Powązkach w nieznanym dziś miejscu. Napis na zaginionym nagrobku głosił: Janowi Bernardowi Mile, medycyny i chirurgii doktorowi, Towarzystwa Warszawskiego Lekarskiego prezesowi, w byłym Król. Aleksand. Uniwersytecie professorowi i dziekanowi. Cnotliwemu i prawemu mężowi w 50 roku życia dnia 14 czerwca 1839 roku zgasłemu. Nieutulona w żalu żona.